# خوليو راميريز
خوليو راميريز (بالإنجليزية: Julio Ramírez) هو لاعب كرة قاعدة دومينيكاوي، ولد في 10 أغسطس 1977 في سان خوان دي لا ماغوانا في جمهورية الدومينيكان.

## وصلات خارجية
- خوليو راميريز على موقعبيزبول رفرنس.كوم (الدوري الرئيسي) (الإنجليزية)
- خوليو راميريز على موقعبيزبول رفرنس.كوم (الدوري الثانوي) (الإنجليزية)
- خوليو راميريز على موقع مشجعي الرسوم البيانية (الإنجليزية)